# رادو دي. روزيتي
رادو دي. روزيتي أو روسيتي، (بالانجليزية: Radu D. Rosetti or Rossetti)، شاعر ومؤلف مسرحي وكاتب قصص قصيرة روماني معروف أيضًا بكونه محام وناشط أيضًا. هو ابن الكاتب المسرحي الأرستقراطي ديميتري روزيتي-ماكس وابن شقيق تيتو مايوريسكو، وقد عانى من مرحلة مضطربة في شبابه بسبب التنقل بين رومانيا والإمبراطورية النمساوية المجرية؛ خلال السنوات الأولى، شكّل صداقات مع كبار الشخصيات الأدبية مثل إيون لوكا كاراجياله وألكسندرو فلاهوتا. تخرّج روزيتي من جامعة بوخارست في سن 26، وكان بالفعل شاعرًا مميزًا في أدب الرومانسية الجديدة بالإضافة إلى ترجمته لبعض المسرحيات والروايات، مع العلم بأنه اشتُهر بزواجه البائس من الناقدة الأدبية إيلينا باكالوجلو. تحوّل روزيتي بعدها إلى كتابة مسرحيات وقصص ذات طابع اجتماعي عن حياته المهنية واكتسب مكانةً عالية بدفاعه عن القضايا اليسارية والموظفين الفقراء. سافر روزيتي على نطاق واسع إلى مواقع غريبة ونشر عددًا من المجلدات التي توضح تجاربه هذه بالتفصيل.
من عام 1913، مثّل روزيتي الوجه العام لحركة إحراق الجثث إذ انخرط في مجادلات عامة مع الكنيسة الأرثوذكسية الرومانية. على الرغم من أن روزيتي كان ضابط مدفعية متمركزًا في تشيتيلا، إلا أنه اشتُهر في الغالب خلال الحرب العالمية الأولى كمتحدث وطني وداعية ليعود لاحقًا إلى عمله في نقابة المحامين في مقاطعة إلفوف. خلال فترة ما بين الحربين، حافظ روزيتي على اتصاله بكل من الاشتراكيين و«دعاة حرق الجثث»، بينما كان يقوم بأولى تجاربه كمحاضر في الإذاعة الرومانية - لكنه أصبح أكثر تحفظًا إذ هاجم الحداثة الأدبية ضمن عدة مناسبات. عزز هذا الموقف نجاحه كمؤلف للمذكرات، على الرغم من رفضه من كلا الطرفين في الطيف السياسي لاعتزازه بنظام اجتماعي معوز. غاب روزيتي عن الساحة خلال المراحل المبكرة من الشيوعية الرومانية ليتجه إلى غاريت. في أواخر الثمانينيات من عمره، تم ذكره من قِبَل المؤلفين الذين قادهم الفضول حول اجتماعاته مع عظماء الأدب في رومانيا وكذلك من قِبَل أدباء الفكاهة الذين أعادوا مصطلح إبيجراما. توفي روزيتي في غاريت بعد فترة وجيزة من عودته إلى النشر.

## سيرته الذاتية

### الوصول إلى الشهرة
ترك روزيتي مدرسة ماتي باساراب الثانوية ليعمل كمدقق لصحيفة أديفرول يوميًا لفترة وجيزة. بسبب عدم وجود وسيلة أخرى لإعالة نفسه، وصل إلى حدّ التشرد إذ اضطر إلى النوم في مكاتب التحرير أو على مقاعد عامة في حدائق تشميجيو أو في غرفة الانتظار. نُشرت قصيدته بدعم من ألكسندرو فلاهوكا، والذي عن طريقه تعرّف على كل من نيكولاي غريغوريسكو وباربو شتيفنيسكو ديلافرانسيا مع استمرار تواصله مع كاراجياله. نشر الأخير قصائده في صحيفة فاترا الأدبية، ما سمح لروزيتي ببقائه على اتصال مع المجلات الرومانية الأخرى المهمة في الإمبراطورية النمساوية المجرية. كتب كونستانتين ميل، محرر صحيفة أديفرول، مقدمة مجلده القصير الثاني من الشعر تحت عنوان فوي دي توامنا («أوراق الخريف» 1892). ضمّ عمله الشعري، الذي استمر لوقت طويل والذي وصفه كالينيسكو بأنه ينتمي إلى الحداثة الأدبية لكن بطابع «بلدي وريفي»، عددًا كبيرًا من الإبيجراما والمادريجال والرومانسية؛ وقد أظهرت بعض الأعمال تأثير ترايان ديميتريسكو ثم من خلاله ظهر أيضًا تأثير هاينرش هاينه. يقترح دروغولانيسكو أن «فوي دي توامنا تبيّن الجوانب المهيمنة في كل من شعر روزيتي ونثره: فيها الكثير من الكلام وعرضةً للارتجال بطابع الفن الدرامي، فهو يؤلف حوارات مصغرة ويقول الحكايات في الشعر إما على نمط الفولكلور الروماني أو النمط الذي اشتُهر به ميرون كوستين».
في عام 1894، ظهر اسم روزيتي أيضًا ككاتب في صحيفة غريول لمحررها إيلاري تشيندي. صدرت مجلدات من تلك الأعمال في ذلك العام، مثل إبغرام ومجلدات أخرى من القصائد في سلسلة تم نشرها تباعًا: دين إنيما («من القلب» 1895) وسينسير («المخلصون» 1896) ودويواسيه («المطمئنون» 1897). أشار أليكساندرو أنتيميريانو في مراجعته لقصيدة سينسير إلى أن «الكآبة اللطيفة» التي مثّلها روزيتي حظيت بالاستقبال الأوسع لدى الجمهور: «إنهم يحبونه مثلما يحب المرء طفلًا لطيفًا، طفلًا لا يؤذي أحدًا أبدًا». ومع ذلك، انقطعت هذه اللمسات اللطيفة بعد كتابته عينات من الواقعية الاجتماعية، بما في ذلك ترجمة من جان ريتشبين. وفقًا لأنتيميريانو، كان هذا اختيارًا «أحمق» إذ «يمجد البربرية والألفاظ النابية». لفترة من الوقت، بالتعاون مع لودوفيك داوش، أصدر روزيتي الصحيفة الأدبية دوينا - التي سميّت على اسم نمط الغناء الشعبي. حتى عام 1898، كان روزيتي أحد الأعضاء النظاميين في التجمعات الأدبية في فيالكوفسكي كوفيهاوس (الذي حضره والده في السابق)، إذ التقى بأليكساندرو مكدونيسكي وميرسيا ديميتريد والممثل أيون ليفيسكو. أشار الأخير إلى أن روزيتي كان «لطيفًا وأنيقًا مثل شعره، رقيقًا ومرنًا مثل القصب، بشعر أشقر طويل وعينان حالمتان». اختاره مكدونسكي أيضًا للكتابة في صحيفة ليتراتورول. في تلك المرحلة، شارك روزيتي في مشروع إقامة تمثال لديميتريسكو في كرايوفا بحجة أن هذه كانت رغبة ديميتريسكو الصريحة.
على الرغم من عدم انتمائه إلى الحركة الرمزية، إلا أن روزيتي كان له بعض الروابط الأيديولوجية مع العديد من أعضائها. في عام 1913، أدرجه الناقد جورجي سافول في «حركة الانحلال» المتداخلة جنبًا إلى جنب مع الرمزيين ستيفان بيتيكا ويوليو سيزار سافيسكو. عُرف الثلاثة أيضًا بأنهم من أتباع «الاشتراكية المحبطة» التي انحلّت بعد انهيار حزب العمال؛ لكنها كانت مرتبطة أيضًا بالقومية الرومانية بإلهام من إمينيسكو. من الناحية الأسلوبية، حظي روزيتي بتأثير مبكر وعرضي على الرمزيين الشباب مثل إفتيميو وإيون مينوليسكو. لم يكن هذا يشير فقط إلى معياره الشعري، لكن أيضًا إلى أسلوب حياته: مثلما يتذكر إفتيميو، كان الناس يحسدونه على شكله الجميل ومغامراته العاطفية. على الرغم من أن إفتيميو يعتقد أن روزيتي لم يكن مباليًا تمامًا لشارل بودلير وبول فرلان، إلا أنه في الواقع كان يحترم الأخير. في عام 1935، تذكر أنه صادف فرلان الذي بدت عليه ملامح التقدم في العمر وكان «في حالة سكر شديد» أثناء تجوله في باريس: «بدا لي أنه حتى شرب الخمر كان شيئًا عظيمًا وجميلًا».
حصل روزيتي على أول دبلوم له من معهد بوخارست للفنون المسرحية في عام 1895. من أجل دخول جامعة بوخارست أيضًا، حصل على شهادة الثانوية العامة من بروكسل. تزوج لأول مرة من الروائية والناقدة الأدبية إيلينا باكالوجلو وأنجب منها ابنة. أقاما حفلة الخطوبة في 19 ديسمبر عام 1896 في حين عُقد حفل زفافهما الديني في يناير من العام التالي؛ إذ كان السياسي نيكولاي فيليبيسكو كان عرابهما. ومع ذلك، في غضون العام، وبسبب عدم رضاه عن حالته المادية، انتقل روزيتي من منزل العائلة ورفع دعوى للطلاق. حاولت باكالوجلو اليائسة الانتحار بإطلاق الرصاص النار على نفسها، لكنها نجت. صدم هذا الحدث روزيتي، لكن إفتيميو استدعاه الحماس إذ أشار إلى أن روزيتي «انتقم من القبيلة»، ما يُظهر أن الشعراء يمكن أن يكونوا المُغوين وليس فقط عاشقين. انفصل روزيتي وباكالوجلو بحلول عام 1899 إذ تزوجت إيلينا من المنظر الأدبي أوفيد دينسوسيانو في عام 1902. ومع ذلك، فقد احتفظت بمعظم مقتنيات روزيتي الشخصية، وزُعم أنها باعت مجموعته من الكتب.
في عام 1900، تخرج روزيتي في نهاية المطاف من كلية الحقوق في بوخارست مع أطروحة حول مخالفات الصحافة في القانون الروماني. أدّى خدمته الإلزامية مع القوات البرية الرومانية ووصل إلى رتبة ملازم في فوج مدفعي متمركز في حصن شيتيلا. بعد العمل في مناصب ثانوية في محاكم برايلا وكونستانتسا، تمت ترقيته إلى منصب المدعي العام لمحكمة مقاطعة يراهوفا بحلول عام 1903. أثناء إقامته في بلويشت، تزوج من ماريوارا ناوميسكو ثم طلقها. شهدت هذه الفترة أيضًا ظهوره لأول مرة كمؤلف درامي بعد عدة مسرحيات حول مواضيع اجتماعية. في مسرحية أو ليكتي («درس») عام 1898، تصف زوجة سارق أعمال أدبية ازدرائها بسبب علاقتها الغرامية المحرمة وحملها؛ مسرحية باكات («الخطايا») عام 1901، يكشف روزيتي النقاب عن ثلاثية حب تؤدي إلى تفكك عائلة من الطبقة المتوسطة. عُرضت المسرحيتان على خشبة المسرح الوطني في بوخارست، مع ليفيسكو في أحد أدوار العنوان. في يونيو عام 1900، عُرضت مسرحية أو ليكتي في المسرح الوطني في بودابست واعتُبرت أول مسرحية رومانية تقدمها فرقة مجرية.